# Vuokajaureh
Vuokajaureh är en sjö i Jokkmokks kommun i Lappland och ingår i Luleälvens huvudavrinningsområde. Sjön har en area på 0,196 kvadratkilometer och ligger 686,8 meter över havet.

## Delavrinningsområde
Vuokajaureh ingår i det delavrinningsområde (742466-157551) som SMHI kallar för Mynnar i Lilla Luleälven. Medelhöjden är 637 meter över havet och ytan är 20,24 kvadratkilometer. Det finns inga avrinningsområden uppströms utan avrinningsområdet är högsta punkten. Vattendraget som avvattnar avrinningsområdet har biflödesordning 3, vilket innebär att vattnet flödar genom totalt 3 vattendrag innan det når havet efter 306 kilometer. Avrinningsområdet består mestadels av skog (70 procent) och kalfjäll (29 procent). Avrinningsområdet har 0,29 kvadratkilometer vattenytor vilket ger det en sjöprocent på 1,4 procent.